# Antrocephalus pachymerus
Antrocephalus pachymerus är en stekelart som beskrevs av Masi 1940. Antrocephalus pachymerus ingår i släktet Antrocephalus och familjen bredlårsteklar.
Artens utbredningsområde är Somalia. Inga underarter finns listade i Catalogue of Life.